# San Antonio de Obligado
La comuna de San Antonio de Obligado se encuentra en el Departamento General Obligado, en el noreste de la provincia de Santa Fe, Argentina, a 426 km de la capital provincial.

## Pueblos originarios
Toldería de tobas en Colonia San Antonio de Obligado, circa 1887. Fotógrafo Catre. 

## Localidades y Parajes
- San Antonio de Obligado 2,837 habitantes (Indec, 2010)
- Parajes
  - KM 403

## Santo Patrono
- San Antonio, festividad: 13 de junio

## Creación de la Comuna
- 1 de febrero de 1889

## Biblioteca Popular
- Ermete Constanzi

## Sitios Históricos
- Cruz Alta
- Templo Parroquial, Monumento Histórico

http://commons.wikimedia.org/wiki/Image:Iglesia_San_Antonio.jpg

## Escuelas de Educación Común y Adultos
- Mis. Fr. Fray E. Constanzi, zona rural,	681 alumnos

Centenario6107 blog 
- Centro Alfab. n.º 284, zona rural, 21 alumnos

## Personalidades
- Orlando "Fito" Binaghi (1920-1999), pintor, tradicionalista.

Rodolfo Fabian Ramírez 3 de enero de 1977. Medallista paralímpico de JUDO
Medalla de plata Atlanta 1996
Medalla de bronce Beijin 2008